# Acantocininos
Acanthocinini é uma tribo de coleópteros da subfamília Lamiinae (Cerambycidae).

## Gêneros
- Acanista Pascoe, 1864
- Acanthocinus Dejean, 1821
- Acanthodoxus Martins & Monné, 1974
- Acartus Fåhraeus, 1872
- Aegocidnexocentrus Breuning, 1957
- Alcathous Thomson, 1864
- Alcathousites Gilmour, 1962
- Alcidion Sturm, 1843
- Alphinellus Bates, 1881
- Amniscites Gilmour, 1957
- Amniscus Dejean, 1835
- Ancylistes Chevrolat, 1863
- Anisolophia Melzer, 1934
- Anisopodesthes Melzer, 1931
- Anisopodus White, 1855
- Antecrurisa Gilmour, 1960
- Antilleptostylus Gilmour, 1963
- Apteralcidion Hovore, 1992
- Apteroleiopus Breuning, 1955
- Astyleiopus Dillon, 1956
- Astylidius Casey, 1913
- Astylopsis Casey, 1913
- Atelographus Melzer, 1927
- Atrypanius Bates, 1864
- Australiorondonia Breuning, 1982
- Australoleiopus Breuning, 1970
- Baecacanthus Monné, 1975
- Baryssinus Bates, 1864
- Beloesthes Thomson, 1864
- Boninella Gressitt, 1956
- Boninoleiops Hasegawa & Makihara, 2001
- Bourbonia Jordan, 1894
- Brevoxathres Gilmour, 1959
- Bulbolmotega Breuning, 1966
- Callipero Bates, 1864
- Calolamia Tippmann, 1953
- Canidia Thomson, 1857
- Carinoclodia Breuning, 1959
- Carpheolus Bates, 1885
- Carphina Bates, 1872
- Carphontes Bates, 1881
- Catharesthes Bates, 1881
- Chaetacosta Gilmour, 1961
- Chydaeopsis Pascoe, 1864
- Clavemeopedus Breuning, 1969
- Cleodoxus Thomson, 1864
- Clodia Pascoe, 1864
- Cobelura Erichson, 1847
- Coenopoeus Horn, 1880
- Colobeutrypanus Tippmann, 1953
- Cometochus Villiers, 1980
- Contoderopsis Breuning, 1956
- Contoderus Thomson, 1864
- Cosmotoma Blanchard, 1845
- Cristenes Breuning, 1978
- Cristeryssamena Breuning, 1963
- Cristisse Breuning, 1955
- Cristocentrus Breuning, 1957
- Cristosydonia Breuning, 1963
- Cristurges Gilmour, 1961
- Dectes LeConte, 1852
- Didymocentrotus McKeown, 1945
- Dolichoplomelas Breuning, 1957
- Driopea Pascoe, 1858
- Eleothinus Bates, 1881
- Elongatocontoderus Breuning, 1977
- Emeopedopsis Breuning, 1965
- Emeopedus Pascoe, 1864
- Eneodes Fisher, 1926
- Enes Pascoe, 1864
- Eoporis Pascoe, 1864
- Erphaea Erichson, 1847
- Eryssamena Bates, 1884
- Eucharitolus Bates, 1885
- Eugamandus Fisher, 1926
- Eugrapheus Fairmaire, 1896
- Euryxaenapta Breuning, 1963
- Eutrichillus Bates, 1885
- Eutrypanus Erichson, 1847
- Exalcidion Monné, 1977
- Exocentrancylistes Breuning, 1965
- Exocentroides Breuning, 1957
- Fasciculancylistes Breuning, 1965
- Fisherostylus Gilmour, 1963
- Freoexocentrus Breuning, 1977
- Glaucotes Casey, 1913
- Goephanes Pascoe, 1862
- Goephanomimus Breuning, 1957
- Granastyochus Gilmour, 1959
- Graphisurus Kirby, 1837
- Hamatastus Gilmour, 1957
- Hexacona Bates, 1881
- Hiekeia Breuning, 1964
- Hoplomelas Fairmaire, 1896
- Hoploranomimus Breuning, 1959
- Hybolasiellus Breuning, 1959
- Hybolasiopsis Breuning, 1959
- Hybolasius Bates, 1874
- Hylettus Bates, 1864
- Hyperplatys Haldeman, 1847
- Idephrynus Bates, 1881
- Inermoleiopus Breuning, 1958
- Intricatotrypanius Breuning, 1959
- Ipochira Pascoe, 1864
- Isse Pascoe, 1864
- Jordanoleiopus Lepesme & Breuning, 1955
- Kallyntrosternidius Vitali, 2009
- Lagocheirus Dejean, 1835
- Lasiolepturges Melzer, 1928
- Lathroeus Thomson, 1864
- Leiopus Audinet-Serville, 1835
- Leptocometes Bates, 1881
- Leptostylopsis Dillon, 1956
- Leptostylus LeConte, 1852
- Leptrichillus Gilmour, 1960
- Lepturdrys Gilmour, 1960
- Lepturgantes Gilmour, 1957
- Lepturges Bates, 1863
- Lepturginus Gilmour, 1959
- Lepturgotrichona Gilmour, 1957
- Lethes Zayas, 1975
- Liodasys Kolbe, 1894
- Lithargyrus Martins & Monné, 1974
- Lophopoenopsis Melzer, 1931
- Lophopoeum Bates, 1863
- Maculileiopus Breuning, 1958
- Mahenoides Breuning, 1957
- Maublancancylistes Lepesme & Breuning, 1956
- Mecotetartus Bates, 1872
- Mesolamia Sharp, 1882
- Metadriopea Breuning, 1974
- Metalamia Breuning, 1959
- Microhoplomelas Breuning, 1957
- Microlamia Bates, 1874
- Microplia Audinet-Serville, 1835
- Mimacanthocinus Breuning, 1958
- Mimaderpas Breuning, 1973
- Mimagnia Breuning, 1958
- Mimancylistes Breuning, 1955
- Mimeryssamena Breuning, 1971
- Mimexocentroides Breuning, 1961
- Mimexocentrus Breuning, 1957
- Mimhoplomelas Breuning, 1971
- Mimobybe Breuning, 1970
- Mimocyrtinoclytus Sudre & Vives, 2010
- Mimodriopea Breuning, 1974
- Mimohoplorana Breuning, 1960
- Mimoleiopus Breuning, 1969
- Mimomyromeus Breuning, 1978
- Mimotrypanius Breuning, 1973
- Mimoxenolea Breuning, 1960
- Mimozygoceropsis Breuning, 1978
- Moala Dillon & Dillon, 1942
- Myrmecoclytus Fairmaire, 1895
- Myrmexocentroides Breuning, 1970
- Myromeus Pascoe, 1864
- Myromexocentrus Breuning, 1957
- Nanustes Gilmour, 1960
- Neacanista Gressitt, 1940
- Neacanthocinus Dillon, 1956
- Nealcidion Monné, 1977
- Neobaryssinus Monné & Martins, 1976
- Neoeryssamena Hayashi, 1974
- Neoeutrypanus Monné, 1977
- Neoischnolea Breuning, 1961
- Neopalame Martins & Monné, 1972
- Neosciadella Dillon & Dillon, 1942
- Neseuterpia Villiers, 1980
- Nesomomus Pascoe, 1864
- Nobuosciades Hasegawa, 2009
- Nonymodiadelia Breuning, 1957
- Nyssocarinus Gilmour, 1960
- Nyssocuneus Gilmour, 1960
- Nyssodectes Dillon, 1955
- Nyssodrysilla Gilmour, 1962
- Nyssodrysina Casey, 1913
- Nyssodrysternum Gilmour, 1960
- Nyssosternus Gilmour, 1963
- Oedopeza Audinet-Serville, 1835
- Olenosus Bates, 1872
- Olmotega Pascoe, 1864
- Ombrosaga Pascoe, 1864
- Onalcidion Thomson, 1864
- Ophthalmemeopedus Breuning, 1961
- Ostedes Pascoe, 1859
- Oxathres Bates, 1864
- Oxathridia Gilmour, 1963
- Ozineus Bates, 1863
- Palame Bates, 1864
- Parabaryssinus Monné, 2009
- Paracanthocinus Breuning, 1965
- Paracartus Hunt & Breuning, 1957
- Parachydaeopsis Breuning, 1968
- Paraclodia Breuning, 1974
- Paracorus Kolbe, 1894
- Paracristenes Breuning, 1970
- Paracristocentrus Breuning, 1980
- Paradidymocentrus Breuning, 1956
- Paradriopea Breuning, 1965
- Paraegocidnus Breuning, 1956
- Parahiekeia Breuning, 1977
- Paralcidion Gilmour, 1957
- Paraleiopus Breuning, 1956
- Paramyromeus Breuning, 1956
- Parancylistes Breuning, 1957
- Paranisopodus Monné & Martins, 1976
- Paranonyma Breuning, 1957
- Paraphloeopsis Breuning, 1961
- Paraprobatius Breuning, 1955
- Pararondibilis Breuning, 1961
- Parasphigmothorax Breuning, 1974
- Parasumelis Breuning, 1977
- Paratenthras Monné, 1998
- Paratrypanius Aurivillius, 1908
- Paremeopedus Gressitt, 1956
- Pareoporis Breuning, 1969
- Pareryssamena Breuning, 1969
- Parexocentrus Breuning, 1964
- Paripochira Breuning, 1957
- Paroectropsis Cerda, 1953
- Paroecus Bates, 1863
- Paroligopsis Breuning, 1959
- Parostedes Breuning, 1977
- Pattalinus Bates, 1881
- Pentheochaetes Melzer, 1932
- Pericorus Breuning, 1958
- Pertyia Aurivillius, 1922
- Phlaeopsis Blanchard, 1853
- Phrissolaus Bates, 1881
- Phyxium Pascoe, 1864
- Piezochaerus Melzer, 1932
- Planeacanista Hayashi, 1959
- Poecilippe Bates, 1874
- Polyacanthia Montrouzier, 1861
- Probatiomimus Melzer, 1926
- Proseriphus Monné, 2005
- Proxatrypanius Gilmour, 1959
- Pseudacanthocinus Breuning, 1956
- Pseudancylistes Breuning, 1957
- Pseudastylopsis Dillon, 1956
- Pseudexocentrus Breuning, 1957
- Pseudhoplomelas Breuning, 1957
- Pseudhoplorana Breuning, 1962
- Pseudipochira Breuning, 1956
- Pseudoclodia Breuning, 1957
- Pseudocobelura Martins & Monné, 1974
- Pseudocriopsis Melzer, 1931
- Pseudodidymocentrus Breuning, 1956
- Pseudolepturges Gilmour, 1957
- Pseudolmotega Breuning, 1959
- Pseudomyromeus Breuning, 1961
- Pseudononyma Breuning, 1961
- Pseudostedes Breuning, 1976
- Psilocnaeia Bates, 1874
- Psilodasys Kolbe, 1894
- Pucallpa Lane, 1959
- Pulchrodiboma Breuning, 1947
- Pygmaleptostylus Gilmour, 1963
- Rondibilis Thomson, 1857
- Ropicomorphoides Téocchi, 1985
- Scapacartus Breuning, 1971
- Scapexocentrus Breuning, 1965
- Scapodasys Breuning, 1970
- Scapogoephanes Breuning, 1955
- Sciades Pascoe, 1859
- Sciadosoma Melzer, 1934
- Spineugrapheus Breuning, 1964
- Spinexocentrus Breuning, 1958
- Spinipochira Breuning, 1963
- Spinogoephanes Breuning, 1964
- Spinohybolasius Breuning, 1959
- Spinoleioposopus Breuning, 1979
- Spinoleiopus Breuning, 1964
- Spinomyrmecoclytus Breuning, 1970
- Spinopterolophia Breuning, 1965
- Sporetus Bates, 1864
- Stenellipsis Bates, 1874
- Stenocidnus Breuning, 1956
- Stenolis Bates, 1864
- Stenomiaenia Breuning, 1960
- Sternacanista Tippmann, 1955
- Sternacutus Gilmour, 1961
- Sternidius LeConte, 1873
- Sternidocinus Dillon, 1956
- Striatacanthocinus Breuning, 1970
- Striomiaena Breuning, 1963
- Striononyma Breuning, 1961
- Styloleptoides Chalumeau, 1983
- Styloleptus Dillon, 1956
- Subexocentrus Breuning, 1963
- Subinermexocentrus Breuning, 1972
- Sumelis Thomson, 1864
- Sympagus Bates, 1881
- Tenthras Thomson, 1864
- Teosophronica Sama & Sudre, 2009
- Tephrolamia Fairmaire, 1901
- Tetrorea White, 1846
- Tomrogersia Fragoso, 1980
- Toronaeus Bates, 1864
- Transipochira Breuning, 1977
- Trichacanthocinus Breuning, 1963
- Trichalcidion Monné & Delfino, 1981
- Trichalphus Bates, 1881
- Trichastylopsis Dillon, 1956
- Trichellipsis Breuning, 1958
- Trichemeopedus Breuning, 1975
- Trichexocentrus Breuning, 1969
- Trichhoplomelas Breuning, 1957
- Trichillurges Gilmour, 1961
- Trichipochira Breuning, 1959
- Trichocanonura Dillon, 1956
- Trichocontoderes Breuning, 1957
- Trichodiboma Breuning, 1961
- Trichohoplorana Breuning, 1961
- Tricholeiopus Breuning, 1963
- Trichonius Bates, 1864
- Trichonyssodrys Gilmour, 1957
- Trichorondibilis Breuning, 1960
- Trichorondonia Breuning, 1965
- Trichotithonus Monné, 1990
- Tropanisopodus Tippmann, 1960
- Tropidozineus Monné & Martins, 1976
- Truncatipochira Breuning, 1963
- Trypanidiellus Monné & Delfino, 1980
- Trypanidius Blanchard, 1847
- Tuberastyochus Gilmour, 1959
- Tuberculacanthocinus Breuning, 1975
- Tuberculancylistes Breuning, 1964
- Tuberculipochira Breuning, 1975
- Tuberenes Breuning, 1978
- Tylocerina Casey, 1913
- Urgleptes Dillon, 1956
- Valenus Casey, 1891
- Velledomimus Breuning, 1958
- Xaenapta Pascoe, 1864
- Xenocona Gilmour, 1960
- Xenostylus Bates, 1885
- Xylergates Bates, 1864
- Xylergatoides Gilmour, 1962
- Zambiana Özdikmen, 2008